# Mistrzostwa Świata w Szermierce 1990
Mistrzostwa Świata w Szermierce 1990 – 53. edycja mistrzostw odbyła się we francuskim mieście Lyon.

## Klasyfikacja medalowa
| Lp. | Państwo | złoto | srebro | brąz | Razem |
| --- | ------- | ----- | ------ | ---- | ----- |
| 1   | Włochy  | 3     | 3      | 2    | 8     |
| 2   | RFN     | 3     | –      | 2    | 5     |
| 3   | Węgry   | 1     | 3      | –    | 4     |
| 4   | ZSRR    | 1     | 2      | 5    | 8     |
| 5   | Francja | 1     | 1      | –    | 2     |
| 6   | Kuba    | 1     | –      | –    | 1     |
| 7   | Polska  | –     | 1      | –    | 1     |
| 8   | Chiny   | –     | –      | 1    | 1     |

## Medaliści

### Mężczyźni
| Złoto                                                                                                 | Srebro                                                                                                   | Brąz                                                                                 |
| Floret                                                                                                | |                                                                                      |
| Philippe Omnès                                                                                        | Andrea Borella                                                                                           | Dmitrij Szewczenko                                                                   |
| Włochy · Alessandro Puccini · Andrea Borella · Andrea Cipressa · Federico Cervi                       | Polska · Piotr Kiełpikowski · Ryszard Sobczak · Leszek Bandach · Adam Krzesiński · Cezary Siess          | ZSRR · Dmitrij Szewczenko · Serhij Hołubycki · Wladimer Apciauri · Boris Koriecki    |
| Szpada                                                                                                | |                                                                                      |
| Thomas Gerull                                                                                         | Angelo Mazzoni                                                                                           | Arnd Schmitt                                                                         |
| Włochy · Sandro Cuomo · Angelo Mazzoni · Sandro Resegotti · Stefano Pantano · Maurizio Randazzo       | Francja · Olivier Lenglet · Éric Srecki · Jean-Michel Henry · Philippe Riboud · Jean-François Di Martino | ZSRR · Pawieł Kołobkow · Witalij Ahejew · Andriej Szuwałow · Mychajło Tyszko         |
| Szabla                                                                                                | |                                                                                      |
| György Nébald                                                                                         | Heorhij Pohosow                                                                                          | Tonhi Terenzi                                                                        |
| ZSRR · Heorhij Pohosow · Grigorij Kirijenko · Siergiej Mindirgasow · Andriej Alszan · Samir Ibragimow | Węgry · György Nébald · Bence Szabó · Imre Bujdosó · Csaba Köves · László Csongrádi                      | RFN · Felix Becker · Jürgen Nolte · Jörg Kempenich · Ulrich Eifler · Frank Bleckmann |

### Kobiety
| Złoto                                                                                      | Srebro                                                                                    | Brąz                                                                                          |
| Floret                                                                                     |                                                                                           |                                                                                               |
| Anja Fichtel                                                                               | Giovanna Trillini                                                                         | Olga Wieliczko                                                                                |
| Włochy · Giovanna Trillini · Margherita Zalaffi · Dorina Vaccaroni · Lucia Traversa        | ZSRR · Olga Wieliczko · Tatjana Sadowska · Jelena Griszyna · Olga Sidorowa                | Chiny · Liang Jun · Sun Hongyun · Xiao Aihua · E Jie                                          |
| Szpada                                                                                     |                                                                                           |                                                                                               |
| Taymi Chappé                                                                               | Diana Eöri                                                                                | Marija Mazina                                                                                 |
| RFN · Eva-Maria Ittner · Ute Schäper · Renate Riebandt-Kaspar · Monika Ritz · Sabine Krapf | Węgry · Diana Eöri · Gyöngyi Szalay · Marina Várkonyi · Mariann Horváth · Zsuzsanna Szőcs | Włochy · Alessandra Anglesio · Elisa Uga · Annalisa Coltorti · Saba Amendolara · Laura Chiesa |